# Berényi Gábor
Berényi Gábor, születési nevén Lermer Gábor (Budapest, 1927. december 8. – Budapest, 2014. február 20.) Jászai Mari-díjas magyar rendező, színházigazgató, érdemes művész.

## Életpályája
Lermer Imre sütőmester és Rosenberg Karolin fiaként született. Középiskolai tanulmányait a Budapesti VIII. kerületi Magyar Állami Zrínyi Miklós Gimnáziumban végezte. Apját 1944 végén a józsefvárosi pályaudvarról előbb Fertőrákosra vitték, ahonnan a mauthauseni koncentrációs táborba deportálták. 1944 május elején Gunskirchenben szabadult fel.
1945–1949 között a Színház- és Filmművészeti Főiskola színházrendező szakán tanult. 1949–1953 között a leningrádi Állami Színházi Intézet aspiránsa volt. 1953–1955 között a Magyar Néphadsereg Színháza rendezője volt. 1955–1959 között a debreceni Csokonai Színház főrendezőjeként dolgozott. 1959–1971 között a szolnoki Szigligeti Színház igazgató-főrendezője volt. 1971–1982 között a József Attila Színház főrendezőjeként tevékenykedett. 1982–1992 között a Játékszín igazgatója volt. 1992-ben nyugdíjba vonult.

## Magánélete
1950-ben házasságot kötött Hegedűs Ágnes (1929–1973) színésznővel. Egy fiuk született: András (1952). 1975-ben Sziklay Erikát vette feleségül.

## Színházi rendezései
A Színházi Adattárban regisztrált bemutatóinak száma: 113.
- Osztrovszkij: Az acélt megedzik (1951)
- Szász Péter: Két találkozás (1952)
- Beaumarchais: A Sevillai borbély, avagy a hiábavaló elővigyázat (1953)
- Sólyom László: Holnapra kiderül (1954)
- Kisfaludy Károly: Csalódások (1954)
- Móricz Zsigmond: Nem élhetek muzsikaszó nélkül (1955, 1965)
- Gorkij: Éjjeli menedékhely (1955)[8]
- Strauss: Cigánybáró (1956)
- Barta Lajos: Zsuzsi (1956)
- Carlo Goldoni: Két úr szolgája (1956)
- Molnár Ferenc: Játék a kastélyban (1957, 1999)
- Móricz Zsigmond: Légy jó mindhalálig (1957)
- Arout: Szólítson csak mesternek (1957, 1959)
- Mozart: Varázsfuvola (1958, 1964)
- Méliusz József: Hamiskártyások (1958)
- William Shakespeare: Tévedések vígjátéka (1958)
- Fehér Klára: Nem vagyunk angyalok (1958)
- Jonson: Volpone (A pénz komédiája) (1958)
- Madách Imre: Az ember tragédiája (1959, 1964)
- Callegari: Megperzselt lányok (1959)
- Darvas József: Kormos ég (1960)
- Bihari Klára: Tévedni isteni dolog (1960)
- William Shakespeare: Hamlet (1960)
- Fehér Klára: A teremtés koronája (1961)
- Tabi László: Különleges világnap (1961)
- Mesterházi Lajos: Pesti emberek (1961)
- Szántó-Szécsén: Minden férfi gyanús (1961)
- Kállai István: Az igazság házhoz jön (1962)
- Csehov: Három nővér (1962)
- Tabi László: Esküvő (1962)
- Kállai István: Férjek a küszöbön (1963)
- Dunai Ferenc: A nadrág (1963)
- Szigligeti Ede: Liliomfi (1963)
- William Shakespeare: Lear király (1964)
- Arbuzov: Egy szerelem története (1965)
- Fejes Endre: Rozsdatemető (1965, 1980)
- Miller: A salemi boszorkányok (1965, 1976, 1991)
- Rozov: Úton (1966)
- William Shakespeare: III. Richárd (1966)
- Csehov: Cseresznyéskert (1967)
- Cappelli: 200 000 és egy (1967)
- Shaw: Warrenné mestersége (1967)
- Visnyevszkij: Optimista tragédia (1967)
- Brecht: Kurázsi mama és gyermekei (1968)
- Marlowe: II. Edward (1968)
- Fehér Klára: Csak egy telefon! (1969)
- Jókai Anna: Fejünk felől a tetőt (1969)
- Brecht: Koldusopera (1970)
- Zsuhovickij: A delfin hátán (1970)
- Beaumarchais: Figaro házassága (1971)
- Kertész Ákos: Makra (1972)
- Bacharach: Ígéretek, ígéretek! (1972)
- Korosztiljov: A kőszobor léptei (1972)
- Kertész Ákos: Névnap (1973)
- Benedek Katalin: Alattunk a város (1973)
- O'Casey: Juno és a páva (1974)
- Páskándi Géza: A kocsi rabjai (1974)
- William Shakespeare: Sok hűhó semmiért (1975)
- Suksin: Jómadarak (1975)
- William Shakespeare: Vízkereszt, vagy amit akartok (1976)
- Kertész Ákos: Özvegyek (1977)
- Páskándi Géza: Vendégség (1977)
- Németh László: Eklézsia-megkövetés (1978)
- Száraz György: Megoldás (1979)
- Száraz György: Ítéletidő (1979)
- Dosztojevszkij: A szelíd teremtés (1980)
- Páskándi Géza: A koronatanú (1980)
- Miller: Pillantás a hídról (1982)
- Karinthy Ferenc: Bösendorfer (1982-1983, 1985)
- Vészi Endre: A sárga telefon (1984)
- Szép Ernő: Aranyóra (1984)
- Csurka István: Nagytakarítás (1984)
- Szakonyi Károly: Adáshiba (1984)
- Karinthy Ferenc: Dunakanyar (1985)
- Szigeti József: A vén bakancsos és fia a huszár (1985)
- Örkény István: Macskajáték (1985)
- Gábor Andor: Dollárpapa (1987)
- Heltai Jenő: A néma levente (1989, 1992, 2002)
- Békeffy-Stella: Janika (1989)
- Sütő András: Egy lócsiszár virágvasárnapja (1990)
- Katona József: Bánk bán (1990)
- Göncz Árpád: Magyar Médeia (1991)
- Zsolt Béla: Oktogon (1994, 1998)
- Higgins: Maude és Harold (1994)
- Kertész Ákos: Egész évben karácsony (1995)
- Karinthy Ferenc: Hatkezes (1996)
- Ábrahám Pál: Bál a Savoyban (1996)
- Szirmai Albert: Mágnás Miska (1997)
- Fo-Rame: Nyitott házasság (1998)
- Poldini Ede: Farsangi lakodalom (2000)
- Berényi-Örkény: Drága Gizám! (2001, 2006)
- Vajda Katalin: Anconai szerelmesek (2003)
- Prokofjev: Eljegyzés a kolostorban (2003)
- Hunyady Sándor: A három sárkány (2005)
- Berényi-Örkény: A Szkalla-lányok (2012)

## Filmjei
- Janika
- Aranyóra (1987)

## Díjai, elismerései
- Jászai Mari-díj (1957)
- Érdemes művész (1977)